# 2024-es libanoni személyhívó-robbanások
2024. szeptember 17-én és 18-án több ezer kézi személyhívó (csipogó) és több száz, a Hezbollah által használt kézi adó-vevő (walkie-talkie) robbant fel egyidejűleg, főleg Libanonban, továbbá Szíriában, egy izraeli támadás során. A támadás során legalább 42 ember halt meg, 
és több mint 3500 ember megsérült.

## A robbanások
A robbanások első hulláma szeptember 17-én délután történt, legalább 12 ember halálát okozva.   Rajtuk túl több mint 2750-en megsebesültek,  köztük Irán  libanoni nagykövete. A második robbantási hullám szeptember 18-án következett be, legalább 30 ember halálát okozva, és több mint 750-en megsebesültek.
Az első hullámban a személyhívók, a másodikban pedig a kézi adó-vevők voltak a felrobbantott eszközök. A robbanások egyidejűleg Libanon több településén történtek,   valamint Szíriában több helyen.  
A jelentések szerint a Hezbollah mintegy 1500 tagja sérült meg; sokan megvakultak vagy elvesztették a kezüket. Sok ártatlan személy, gyerekek és idősek is voltak az áldozatok és  sérültek között.
Firass Abiad egészségügyi miniszter azt mondta, hogy a sürgősségi osztályokon kezeltek túlnyomó többsége civil ruhát viselt, és a Hezbollahhoz való tartozásuk nem egyértelmű. A libanoni minisztérium szerint még egészségügyi dolgozók is megsérültek. 
A libanoni egészségügyi minisztérium jelentése szerint 300 ember veszítette el mindkét szemét és kb. 500 ember az egyik szemét a támadások következtében.
Az orvosok súlyos kéz-, derék- és arcsérülésekről tudósítottak és olyan betegekről számoltak be, akiknek az ujjai leszakadtak, kezük amputálódott vagy a szemük kiszakadt a szemgödörből.

## Előzmények
Még 2024 februárjában a Hezbollah vezér, Hasszán Naszralláh arra utasította a csoport tagjait, hogy mobiltelefonok helyett személyhívót használjanak, azt mondva, hogy Izrael behatolt a mobiltelefon-hálózatukba.   A Hezbollah ezután az év során, körülbelül öt hónappal a robbanások előtt vásárolt Gold Apollo AR924 személyhívókat. Külföldön, az izraeli hírszerző ügynökség ( Moszad ) titkos közreműködésével úgy gyártották le az eszközöket, hogy a robbanékony PETN-t építették be az akkumulátorokba és egy fedőcégen keresztül ezeket a készülékeket adták el a Hezbollahnak.